# Cladodromia mediana
Cladodromia mediana är en tvåvingeart som beskrevs av Collin 1933. Cladodromia mediana ingår i släktet Cladodromia och familjen dansflugor. Inga underarter finns listade i Catalogue of Life.